# Curt von Morgen
Curt von Morgen (n. 1 noiembrie 1858, Nysa, Prusia – d. 15 februarie 1928, Lübeck) a fost unul dintre generalii armatei Germaniei din Primul Război Mondial. A îndeplinit funcțiile de  comandant al Corpului I Rezervă și Corpului XIV Rezervă.
A îndeplinit funcția de comandant al Corpului I Rezervă în campania acestuia din România, din anii 1916-1917.

## Cariera militară
Curt von Morgen a fost fiul viitorului  general-maior prusac Hermann Morgen (1810-1884) și a soțiiei acestuia Sophie Dorothea, născut Mallison (1820-1891), fiica proprietarului unei exploatări de cupru Georg Mallisob.
Morgen a urmat școlile cadeți din Wahlstedt și Berlin. Pe 14 aprilie 1877 a fost repartizat la Regimentul 44 „Graf Dönhoff” (Prusia Orientală)  fiind trecut în corpul ofițerilor la 13 noiembrie 1877. La 20 aprilie 1878 a fost transferat la Regimentul 63 „Împăratul Carol al Austriei și rege al Ungariei”, în care a servit și fratele său mai mare Johann Friedrich (1848-1936). În acest regiment a fost avansat la gradul de sublocotenent la 12 octombrie 1878 și la cel de locotenent la 13 decembrie 1887.
Începând cu  27 august 1889 a fost detașat din regiment la Ministerul Afacerilor Externe, pentru a-l înlocui pe locotenentul Hans Tappenbeck, locțiitorul căpitanului Richard Kund, comandantului expediției științifice și de cercetare din sudul Camerunului.
Pe 5 noiembrie 1889 Morgen a plecat cu 120 de însoțitori de pe coastă ajungând la sfârșitul lunii la stația Yaounde. La 9 decembrie a plecat din nou, a traversat Sanaga ajungând la triburile de la granița de sud a provinciei Adamawa. De aici sa întors spre vest, a descoperit Mbam, cel mai important afluent al fluviului Sanaga, și a ajuns la Malimba. 
După o luptă de patru luni împotriva populației de  locale din zona de coastă, Morgen a plecat la 2 iunie 1890 într-o a doua expediție în interiorul provinciei Adamawa. Aproape de Ndumba a fondat mica stație Kaiser-Wilhelmsburg ulterior abandonată. De aici, el a explorat regiunile Tibati, Baie și Ibi, întorcându-se pe coastă prin Benue și Niger. 
După o ședere în Lagos dimineață sa întors în Germania, unde a fost angajat în Ministerul Afacerilor Externe. După întoarcere a prezentat un memorandum privind modalitățile de protejare și promovare a intereselor germane în Liberia în special și în Africa Neagră, în general..
A revenit din nou în Camerun în ianuarie 1894, la inițiativa cancelarului Leo von Caprivi pentru a realiza o reorganizare a forțelor armate coloniale, după o revoltă a forțelor de poliție locale, din decembrie 1893. În acest sens, el a întreprins două expediții militare împotriva triburilor Abo, la Douala și Kpe (Bakwiri) pe Muntele Camerun.
În perioada 1896-1897 a fost atașat în calitate de observator militar, în expediția Dongola a armatei anglo-egipteane  împotriva tribului Mahdi. În 1897 a fost înaintat la gradul de căpitan și numit atașat militar la Constantinopol. În această calitate a participat în calitate de observator la războiul turco-grec (1897) și a fost responsabil de pregătirea vizitei în Palestina a împăratului Wilhelm II din 1898, pe care l-a însoțit ca aghiotant.  În 1898 a fost înaintat la gradul de maior iar în 1901 a fost mutat la Statul Major General.
În ianuarie 1902 a fost numit  comandant de batalion în Regimentul de Grenadieri "Regele Friedrich Wilhelm IV." În 1905 a fost înaintat la gradul de locotenent-colonel și transferat la statul major al Regimentului 39 Pușcași, din Düsseldorf. La 21 martie 1908 a fost avansat la gradul de colonel și numit comandant al Regimentului 15 Infanterie "Prințul Frederick de Olanda". La 27 ianuarie 1912 este avansat general-maior și numit la comanda Brigăzii 81 Infanterie din Lübeck. 
În această calitate, a prezentat mesajul de bun venit adresat împăratului Wilhelm al II-lea, în timpul vizitei sale în hanseaticul oraș liber  Lübeck din 09 august 1913.

## Primul Război Mondial

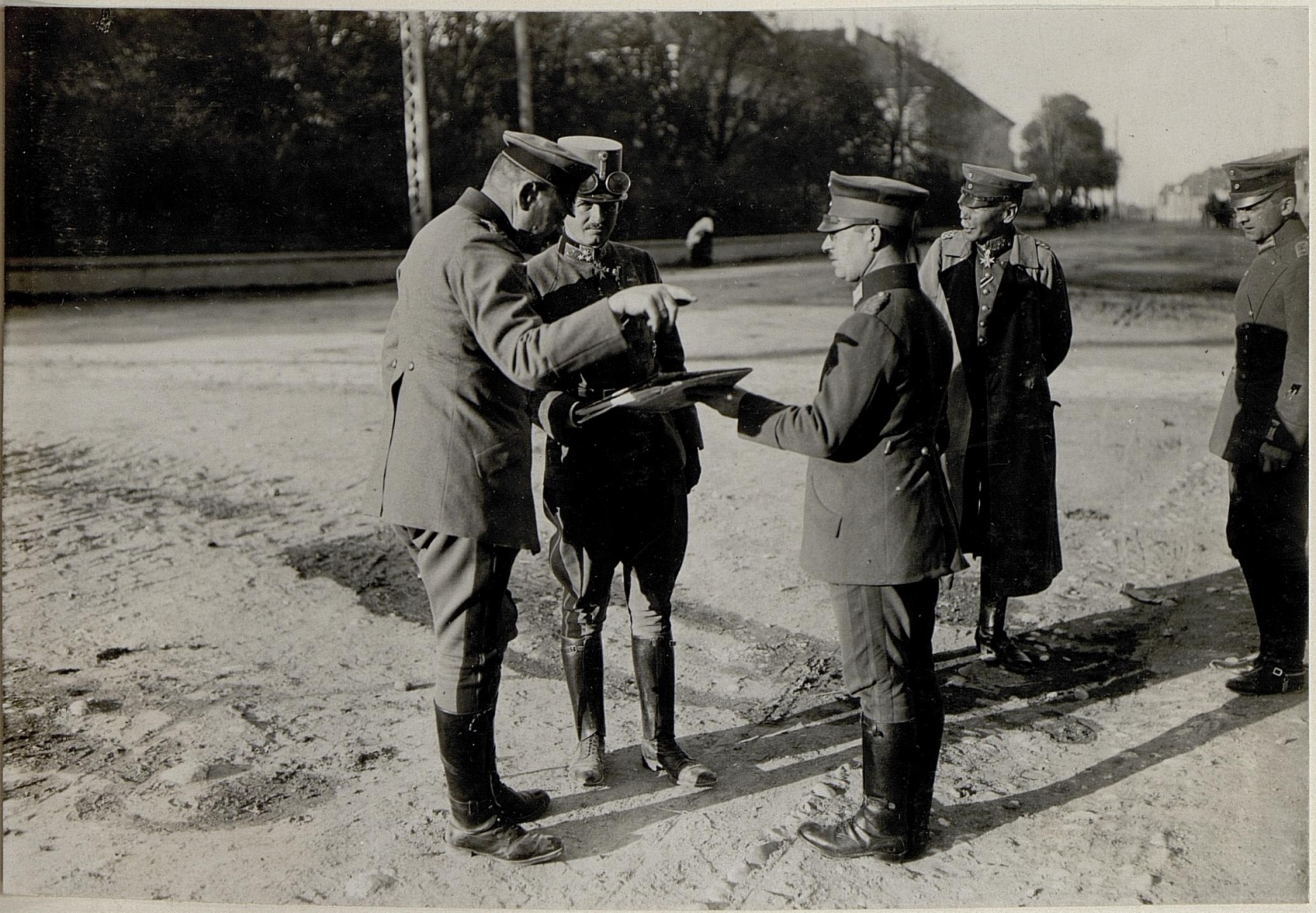
Arhiducele Carol al Austriei este primit de generalul Curt von Morgen la Codlea.

La mobilizarea declanșată de izbucnirea Primului Război Mondial, Morgen a fost numit comandant al Diviziei 3 Rezervă, la 2 august 1914.
La 19 august 1914 a fost înaintat la gradul de general-locotenent, la Danzig.
Divizia condusă de Morgen a făcut parte din compunerea Armatei 8,  având un rol important în câștigarea Bătăliei de Tannenberg (26-31 august 1914), precum și a primei Bătălii de la Lacurile Mazuriene (9-14 septembrie 1914). La 8 noiembrie 1914 a fost numit comandant Corpului I Rezervă. care a intrat în compunerea Armatei 9 în septembrie 1914, participând în Bătălia de la Łódź și în războiul de tranșee de la Rawka și pe Bzura. 
Din septembrie 1916, Corpul  I Rezervă a participat la campania împotriva României, în compunerea Armatei 9, condusă de generalul Erich von Falkenhayn. Acesta a sprijinit acțiunile de luptă ale Armatei 1 austro-ungare  în luptele din bazinul mijlociu al Mureșului, în Bătălia de la Brașov, din 7-9 octombrie 1916, Bătălia de pe Valea Prahovei și în Bătălia din zona Bran-Câmpulung. La sfârșitul lunii noiembrie 1916, trupele sale au trecut Carpații în zona culoarului Rucăr-Bran, au ocupat orașul Câmpulung continuând înaintarea spre spre sud, ajungând la începutul lunii decembrie 1916, la Ploiești.:pp 105-132
În primăvara anului 1917, Corpul I Rezervă condus de Morgen a participat la Bătălia de la Mărășești.
La 24 august 1918, von Morgen a fost mutat pe frontul de vest unde a preluat conducerea Corpului XIV Rezervă.
După război, von Morgen și-a prezentat demisia din armată, care i-a fost acceptată începând cu 9 ianuarie 1919. Pe 11 februarie 1920 a fost înaintat la gradul de general de infanterie, cu efect de la 9 ianuarie 1919.
Intrat începând cu 1904 în rândul nobilimii din Prusia a rămas și după 1918 un convins susținător al monarhiei și Casei de Hohenzollern. Și-a manifestat dezacordul față de modul de abordare a relației cu naziștii de către generalul Erich Ludendorff, de care era apropiat din timpul participării împreună la Bătălia de la Tannenberg.

## Lucrări
- Reisen im Hinterlande von Kamerun 1889/91. in: Verhandlungen der Gesellschaft für Erdkunde zu Berlin 1891. Heft 7.
- Durch Kamerun von Süd nach Nord. Reisen und Forschungen im Hinterlande 1889 bis 1891. 1893.
- Zeitskizzen. Berlin 1919.
- Meiner Truppen Heldenkämpfe. Berlin 1920.

## Distincții și recunoașteri
Pentru activitatea sa ca militar, Curt von Morgen a fost decorat cu o serie de ordine și medalii, germane și străine:
- - Ordinul Vulturul Roșu clasa II, cu frunze de stejar și spade (Prusia)
- - Ordinul Coroanei clasa II, cu spade (Prusia)
- - Ordinul Crucea de Fier clasa II și clasa I (Germania, 1914)
- - Ordinul Pour le Mérite cu frunze de stejar (Germania, 1914, 1916)
- - Ordinul Leul Zähringer cu frunze de stejar (Germania)
- - Ordinul de Merit „Sfântul Mihail” (Bavaria) clasa I (Bavaria)
- - Ordinul Grifonului (Marele Ducat de Mecklenburg-Schwerin)
- - Ordinul Șoimului Alb (Marele Ducat de Saxa-Weimar-Eisenach)
- - Ordinul Casei de Saxa-Ernestin (Saxonia)
- - Ordinul Frederik (Regatul Württemberg)
- - Ordinul Meritul Militar (Bulgaria)
- - Ordinul Dragonului Dublu (China, dinastia Qing)
- - Ordinul Orange-Nassau (Țările de Jos)
- - Ordinul Coroana României (România)
- - Ordinul Vulturul Alb (Serbia)
- - Medalia Steaua Gallipoli (Imperiul Otoman, 1916)
- - Medalia Crucea Hanseatică (Germania, 1916)